# Triada O’Donoghue
Triada O’Donoghue – złożone uszkodzenie stawu kolanowego człowieka powstające zwykle wskutek urazu i polegające na jednoczesnym zniszczeniu więzadła krzyżowego przedniego (ACL, łac. ligamentum cruciatum anterius), więzadła pobocznego piszczelowego (MCL, łac. ligamentum collaterale tibiale) i łąkotki przyśrodkowej (MM, łac. meniscus medialis).